# لولوك هاديانتو
لولوك هاديانتو (بالإندونيسية: Luluk Hadiyanto) (من مواليد 8 يونيو 1979) هو لاعب كرة ريشة من إندونيسيا.
شارك في دورة الألعاب الآسيوية 2006 في الدوحة بقطر.

## روابط خارجية
- لولوك هاديانتو على موقع BWF.tournamentsoftware.com (الإنجليزية)
- لولوك هاديانتو على موقع BWFbadminton.com (الإنجليزية)
- لولوك هاديانتو على موقع اللجنة الأولمبية الدولية (الإنجليزية)
- لولوك هاديانتو على موقع أوليمبيديا (الإنجليزية)